# Canthium bakerianum
Canthium bakerianum là một loài thực vật có hoa trong họ Thiến thảo. Loài này được Drake mô tả khoa học đầu tiên năm 1897.